# Таганцев, Владимир Анатольевич
Владимир Анатольевич Таганцев (19 мая 1946 — 19 мая 2017) — российский конструктор вооружений, главный конструктор разработки и модернизации систем управления вооружением для истребителей Су-30МК, Су-30МК2, Су-27СМ. Лауреат премии имени В. В. Тихомирова.

## Биография
Окончил Казанский авиационный институт (1970).
С 1970 г. работал в НИИ приборостроения имени В. В. Тихомирова. С 1990 года начальник научно-исследовательского отделения — заместитель главного инженера.
С 2000 года — главный конструктор систем управления вооружением для истребителей Су-30МК, Су-30МК2, Су-27СМ.
С 2015 года — главный конструктор радиолокационной системы управления «Ирбис» истребителя Су-35.
Лауреат премии имени В. В. Тихомирова. Почётный радист РФ, Почётный авиастроитель РФ.
Награждён орденами Дружбы и «Знак Почёта», медалями СССР.
Скоропостижно скончался 19 мая 2017 года.